# リューボフ・ブルック
リューボフ・アレクサンドロヴナ・ブルック(ロシア語: Любовь Александровна Брук, ラテン文字転写例: Lyubov Aleksandrovna Bruk, 1926年 - 1996年)は、旧ソ連のピアニスト、音楽教師。
ハリコフの出身。12歳のころからレニングラード音楽院でサマリ・サヴチンスキーの薫陶を受け、後に夫となるマルク・タイマノフとデュオを組むようになった。1941年から1944年の大祖国戦争の期間中はタシュケントに疎開し、地元の高校を卒業している。その後、レニングラードに戻って音楽院を卒業し、夫となったタイマノフとのデュオ活動を活発化させた。 1970年代初頭にタイマノフと離婚し、デュオも解散している。
1973年からタイマノフとの間に生まれた息子のイーゴリとデュオを組み、サンクトペテルブルクで亡くなるまで活動を続けた。
1990年にはソ連当局から名誉芸術家の称号を与えられた。また、死後、1998年から全ソ連兄妹ピアノ・デュオ・コンクールの名称に彼女の名前を冠するようになった。

## 注
1. ↑  Конкурс «Брат и сестра» アーカイブ 2014年3月26日 - ウェイバックマシン
2. ↑  Таймановы. Традиции искусства

## リンク
- Памяти Любови Брук (16 июля 2006; Пианист — Леонид Спивак)

| スタブアイコン | サブスタブ | この項目は、まだ閲覧者の調べものの参照としては役立たない、人物に関連した書きかけの項目です。この項目を加筆・訂正などしてくださる協力者を求めています（P:人物伝/PJ:人物伝）。 |